# La Tête haute
Pour les articles homonymes, voir La Tête haute (homonymie).
 (décembre 2023).
Si vous disposez d'ouvrages ou d'articles de référence ou si vous connaissez des sites web de qualité traitant du thème abordé ici, merci de compléter l'article en donnant les références utiles à sa vérifiabilité et en les liant à la section « Notes et références ».
Pistes de L'Expédition
Monsieur Les hirondelles
La Tête haute est une des chansons de l'album L'Expédition des Cowboys fringants parue en septembre 2008.
La chanson apparaît aussi sur un opus plus récent des Cowboys fringants, En concert au Zénith de Paris 2010.
La chanson s’est retrouvée en nomination au gala de l'ADISQ dans la catégorie chanson de l’année en 2009 après avoir beaucoup tourné sur plusieurs stations de radio québécoises. Les auditeurs la réclamaient, car elle leur apportait réconfort et espoir.

## Description
La chanson raconte l'histoire d'un jeune homme de 19 ans atteint du cancer, son attente à l’hôpital où il se promet que s'il doit mourir de sa maladie, il le fera « la tête haute ». Dans la musicographie francophone, rares sont les chansons, écrites à la première personne, qui abordent la mort imminente et la dignité du mourant. On peut penser à la chanson Le Moribond de Jacques Brel. Les paroles, directes et bouleversantes, sont accompagnées d’une musique rythmée qui évoque un cheval qui galope librement, la crinière au vent. Son auteur, Jean-François Pauzé dit l’avoir composée d’un trait, en quelques heures.
Elle a été écrite en mémoire de Laurent Pilon, un jeune Québécois atteint de cancer dont le courage et la soif de vivre chaque jour à fond ont impressionné les membres du groupe. Laurent, un grand fan des Cowboys dont il admirait les paroles engagées et les musiques entrainantes, est décédé, la tête haute, en novembre 2006 après plus de 2 ans de lutte. On peut lire, dans le livret de l'album L'Expédition à la page de la chanson La tête haute : « à la mémoire de L. » (pour Laurent).